# غارهای کرم شب تاب کوه تامبورین
غارهای کرم شب تاب کوهستان تامبورین یک جاذبه گردشگری در کوه تامبورین در جنوب شرقی کوئینزلند استرالیا است.
غارهای کرم شب تاب در تاکستان و شراب‌سازی سیدر کریک استیت، غاری است که در آن کرم‌های شب تاب محلی کوئینزلند Arachnocampa flava زندگی می‌کنند. غارها به سبک طبیعت گرایانه، با استالاکتیت، استالاگمیت به دست بشر ساخته شده‌اند.
ساخت غار در سال ۲۰۰۴ به پایان رسید و کرم‌های شب تاب در سپتامبر همان سال در آن آزاد شدند و برای فصل تولید مثل اکتبر آماده شدند. غارها در مارس ۲۰۰۵ به روی بازدیدکنندگان باز شدند. پیش‌بینی می‌شود که کلنی کرم‌های شب تاب به خودکفایی برسد. حشرات مخصوص کرم‌های شب تاب توسط توری‌هایی روزانه از طریق سطل‌های پر از میوه‌های فاسد که مگس‌های میوه را جذب می‌کنند، صید می‌شوند. رطوبت و بخار با یک سیستم مه پاش فشار بالا هر دو ساعت یکبار به درون غار پمپاژ می‌شود، اما هیچ کنترل دمای دیگری در غار استفاده نمی‌شود.
تورها شامل یک دی وی دی هفت دقیقه ای (موجود به زبان‌های انگلیسی، ماندارین، ژاپنی و کره ای)، فرصت‌های عکس گرفتن در مقابل استالاکتیت‌ها و استالاگمیت‌ها، و در نهایت یک تور ۱۵ دقیقه ای از «کوچه کرم‌های شب تاب» است. بازدیدکنندگان می‌توانند کرم‌های شب تاب را زیر نور مشعل قرمز ببینند و راهنمای تور نیز توضیحات کاملی درمورد غار ارئه می‌دهد..
بلیط‌ها از دفتر کرم شب تاب، واقع در بیرون درب، همراه با شیرینی، پیراهن، نشانک، آهن‌ربا و سایر کالاها در دسترس هستند.